# 24 Brygada Pancerna (Bundeswehra)
24 Brygada Pancerna „Niederbayern” (niem. Panzerbrigade 24) – pancerny związek taktyczny Bundeswehry.
W okresie zimnej wojny Brygada wchodziła w skład 1 Dywizji Górskiej i przewidziana była do działań w pasie Centralnej Grupy Armii.

## Struktura organizacyjna
| Organizacja PzBrig 24 w 1989 | Organizacja PzBrig 24 w 1989        | Organizacja PzBrig 24 w 1989 |
| Godło                        | Pododdział                          | Miejsce stacjonowania        |
| ---------------------------- | ----------------------------------- | ---------------------------- |
|                              | dowództwo brygady                   | Landshut                     |
|                              | 241 batalion pancerny               | Landshut                     |
|                              | 242 batalion grenadierów pancernych | Feldkirchen-Mitterharthausen |
|                              | 243 batalion pancerny               | Kirchham                     |
|                              | 244 batalion pancerny               | Landshut                     |
|                              | 245 batalion artylerii              | Landshut                     |